# Яничек, Мария
Мария Яничек (урождённая — Тольк; нем. Maria Janitschek; 22 июля 1859, Мёдлинг, Австрийская империя — 28 апреля 1927, Мюнхен) — немецкая писательница, поэтесса и журналистка австрийского происхождения.

## Биография
Незаконнорожденная. Дочь офицера. Жила в бедности, получила образование в монастырской школе. В 19 лет вместе с матерью переехала в Грац, где в качестве журналистки опубликовала свои первые статьи под псевдонимом Marius Stein. Сотрудничала с газетами «Moderne Dichtung» и «Wiener Rundschau». В 1882 году вышла замуж за историка искусства, профессора Хуберта Яничека. Жила с мужем в Страсбурге и Лейпциге. После смерти мужа в 1893 году, переехала в Берлин, затем в Мюнхен.

## Творчество
Дебютировала в 1889 году, опубликовав свой первый сборник стихов Irdische und unirdische Träume. В 1909 году в Германии был запрещён сборник её рассказов «Die neue Eva» («Современная женщина»).
Известна глубоко жизненными, яркими и художественными рассказами, из которых многие были переведены на русский язык. Темы произведений — женское движение, проблемы брака и любви, которые трактуются автором очень либерально. Яничек считала, что Эмиль Золя, Генрик Ибсен и Лев Толстой являются образцами для подражания в её творчестве.

## Избранные произведения
- «Legenden und Geschichten» (1885);
- «Im Kampf um die Zukunft» (1887);
- «Verzaubert» (1888);
- «Irdische und anirdische Träume» (1889);
- «Aus der Schmiede des Lebens» (1890);
- «Lichthungrige Leute» (1893);
- «Gesammelte Gedichte» (1892);
- «Atlas» (1893);
- «Pfadsucher» (1894);
- «Lilienzauber» (1895);
- «Im Sommerwind» (1895);
- «Gott hat es gewollt» (1895);
- «Ninive» (1896); «Vom Weibe» (1896);
- «Ins Leben verirrt» (1897) и др.